# 新疆大学站
新疆大学站（維吾爾語：شىنجاڭ داشۆ بېكىتى‎，拉丁维文：Shinjang Dashö békiti）是乌鲁木齐地铁1号线的地铁车站，位于中国新疆维吾尔自治区乌鲁木齐市天山区胜利路与珠江路交叉口，于2019年6月28日开通。

## 车站结构

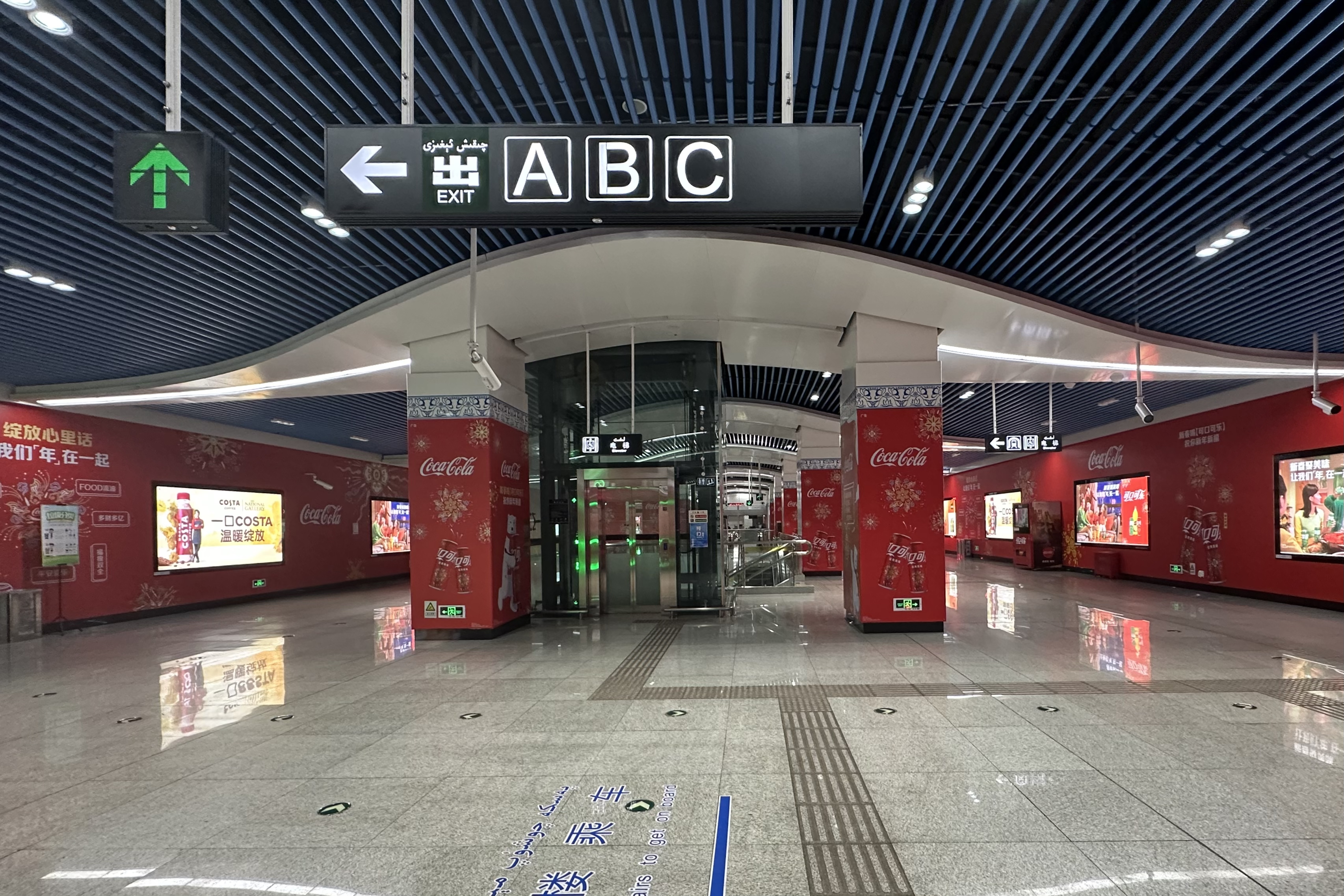
站厅

新疆大学站沿胜利路南北向设置，为地下二层岛式站台车站，车站长202米，宽21米，车站地下一层为站厅层，地下二层为站台层，站台设置全高站台门。
| 地面              | 出入口 | A、B、C出入口                                                                                               |
| 地下一层          | 站厅   | 客服中心、自动售票机、验票机                                                                                |
| 地下二层          | 站台   | \| \| \| █ 1号线往国际机场（二道桥） \| \| 島式 · 開左邊车门 \| \| \| \| \| \| █ 1号线往三屯碑（終點站） \| |
|                   |        | █ 1号线往国际机场（二道桥）                                                                                 |
| 島式 · 開左邊车门 |        | |
|                   |        | █ 1号线往三屯碑（終點站）                                                                                   |

## 车站出口
新疆大学站共有3个出入口，各出口及周围设施如下所示：
| 编号                | 出入口信息                     | 照片 | 无障碍设施 |
| ------------------- | ------------------------------ | ---- | ---------- |
| A · 出口 · （设有） | 胜利路西侧，艾美达生活广场     |      |            |
| B · 出口            | 胜利路东侧，乌鲁木齐市友谊医院 |      | 不適用     |
| C · 出口            | 胜利路东侧，新疆大学红湖校区   |      | 不適用     |
| 图例： 设有         |                                |      |            |

## 接驳交通

### 公交车
- 友谊医院：104路，104路支线，310路，311路，4103路，D009路

## 车站历史
- 2019年6月28日，车站随1号线全线通车开通[1]。
- 2020年
  - 2月2日，受新冠疫情影响，车站暂停运营[3]。3月11日，车站恢复运营[4]。
  - 7月16日，受新冠疫情影响，车站暂停运营[5]。9月20日，车站恢复运营[6]。